# JPMorgan European Discovery Trust
JPMorgan European Discovery Trust plc ist eine britische Investmentgesellschaft mit Sitz in London. Der Name des Trusts wurde am 15. Juni 2021 von JPMorgan European Smaller Companies Trust in JPMorgan European Discovery Trust geändert.
Das Unternehmen investiert in kleinere börsennotierte europäische Unternehmen, mit Ausnahme des Vereinigten Königreichs. Die Gesellschaft investiert in Märkte, die nach dem Prinzip „Lieferung gegen Zahlung“ (DVP) abrechnen. Die investierten Sektoren sind Industriewerte, zyklische Konsumwerte, Finanzdienstleister und Technologie. Das Portfolio des Unternehmens umfasst Anlagen in verschiedenen europäischen Regionen wie Frankreich, Italien, Schweiz, Schweden, Niederlande, Belgien, Deutschland, Dänemark, Finnland, Spanien, Norwegen, Österreich und Irland.
Im Februar 2024 beliefen sich die verwalteten Mittel auf 798,77 Mio. Pfund.
Die Fondsmanager des Trusts sind Jon Ingram, Jack Featherby und Jules Bloch von JPMorgan Funds Limited.
Das Unternehmen ist an der Londoner Börse gelistet und Teil des FTSE 250 Index.